# Asilus aquaticus
Asilus aquaticus là một loài ruồi trong họ Asilidae. Asilus aquaticus được Scopoli miêu tả năm 1763. Loài này phân bố ở vùng Cổ Bắc giới.